# Batalla d'Iwo Jima
La batalla d'Iwo Jima va formar part de la guerra del Pacífic, lluitada entre els Estats Units i Japó.

## Antecedents
Després d'haver aturat l'expansió japonesa pel Pacífic, els aliats van passar a l'atac. A finals de juny de 1943, va començar una campanya per aïllar la important base japonesa de Rabaul a l'illa de Nova Bretanya. Es van atacar simultàniament les bases japoneses a Nova Guinea, seguint la costa nord de l'illa en direcció nord-oest i es van realitzar atacs amfibis a les illes Salomó. La bona marxa de l'operació va permetre que a finals de 1943 tropes nord-americanes desembarquessin a la mateixa illa de Nova Bretanya. Pel mateix temps però a milers de quilòmetres d'allí, els americans van expulsar els japonesos dels atols de Tarawa i Makin, a les illes Gilbert.
L'avanç de l'exèrcit dels Estats Units pel Pacífic va continuar amb la conquesta de les illes Marshall el febrer de 1944. Molt més important va ser la conquesta de les illes Mariannes (juny-agost), i especialment l'illa de Saipan, ja que la possessió d'aquesta illa va permetre als americans establir bases aèries avançades des d'on bombardejar el mateix territori japonès. La reacció japonesa a l'ocupació de Saipan va ser la batalla del Mar de les Filipines (19-20 de juny). L'armada japonesa va utilitzar tots els portaavions que li quedaven i un gran nombre d'avions per expulsar els americans de les Mariannes però la batalla se'ls va girar en contra i van patir una dolorosa derrota de la que ja no es podrien recuperar. El següent pas dels americans va ser la invasió de les Filipines que va començar el 20 d'octubre amb la invasió de l'illa de Leyte i que va anar seguida de la batalla del golf de Leyte on els japonesos van utilitzar atacs kamikazes per primera vegada.

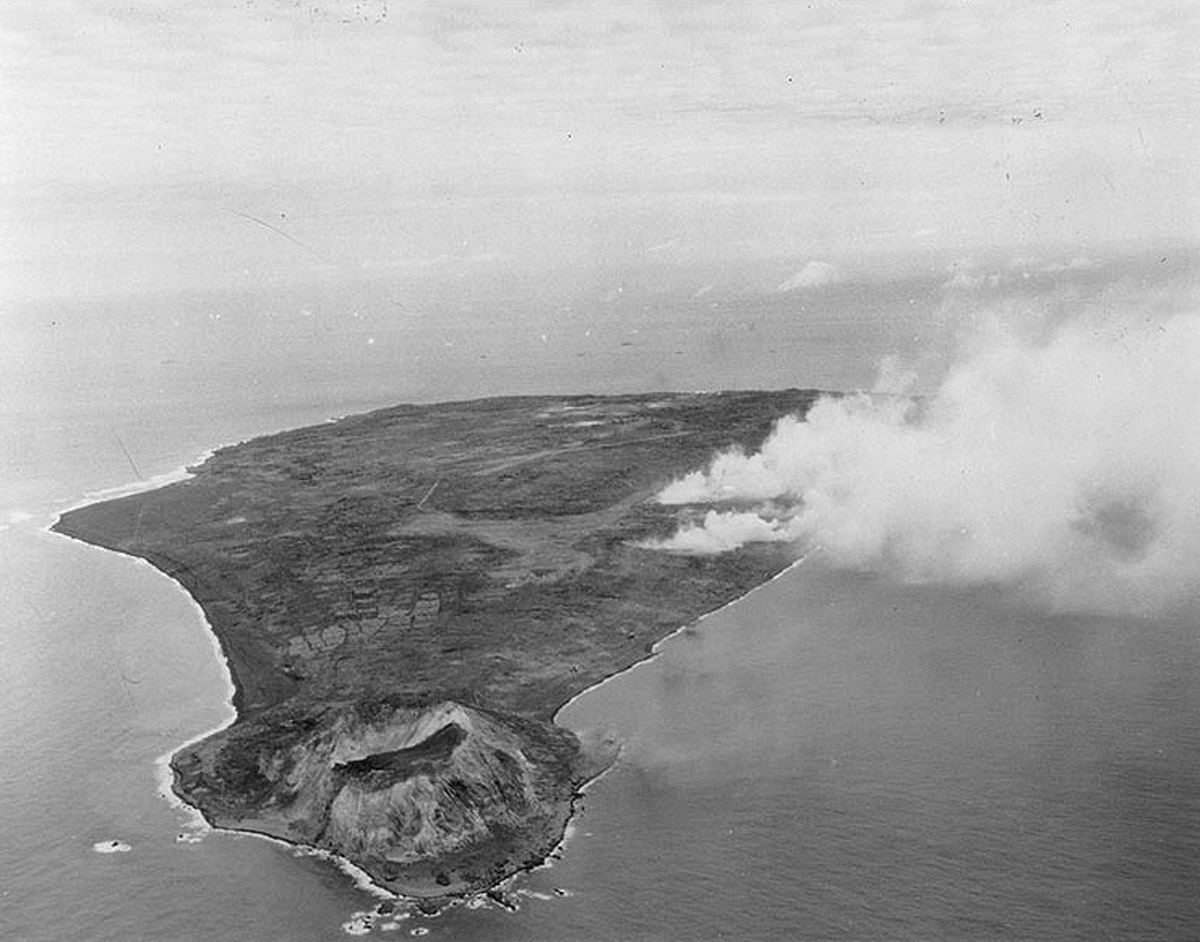
Imatge de l'illa d'Iwo Jima. Al davant el mont Suribachi, a darrere la zona dels aeròdroms i les platges sota fort bombardeig naval abans del desembarcament.

El gener, els americans van desembarcar a Luzón, l'illa més gran de les Filipines. Manila, la capital, va ser capturada el 3 de març. La conquesta completa de les Filipines no va acabar fins al juliol però mentrestant els americans ja es van concentrar en el seu següent objectiu, l'illa d'Iwo Jima.

## Situació
La batalla d'Iwo Jima es va lluitar entre el 19 de febrer i 26 de març de 1945 i la importància d'aquesta illa, de 7,2 km de longitud per 4 km d'amplitud de forma triangular, radicava en el fet que l'illa disposava de dos aeròdroms: el Motoyama nº1 i el Motoyama nº2. Des d'allí els caces americans podrien donar protecció als B-29 que bombardejaven les ciutats japoneses, que d'altra manera havien de volar 14 hores sense protecció, i així evitar pèrdues d'homes i material que tenien fins aleshores per falta de protecció. El 1944 en les missions de llarga distància, tant per la defensa japonesa com per avaries dels avions, 77 B-29 i més de 750 aviadors havien caigut sense possibilitat de rescat.
Tot i estar a 1400 km de la costa de Tòquio aquesta illa ja es considerava territori propi de l'imperi japonès, a diferència de les illes anteriors que eren menystingudes com a territoris conquerits. Per això, i sabent que de perdre els aeròdroms Japó patiria bombardeigs molt més potents, la defensa japonesa va ser especialment dura.

## Preparació

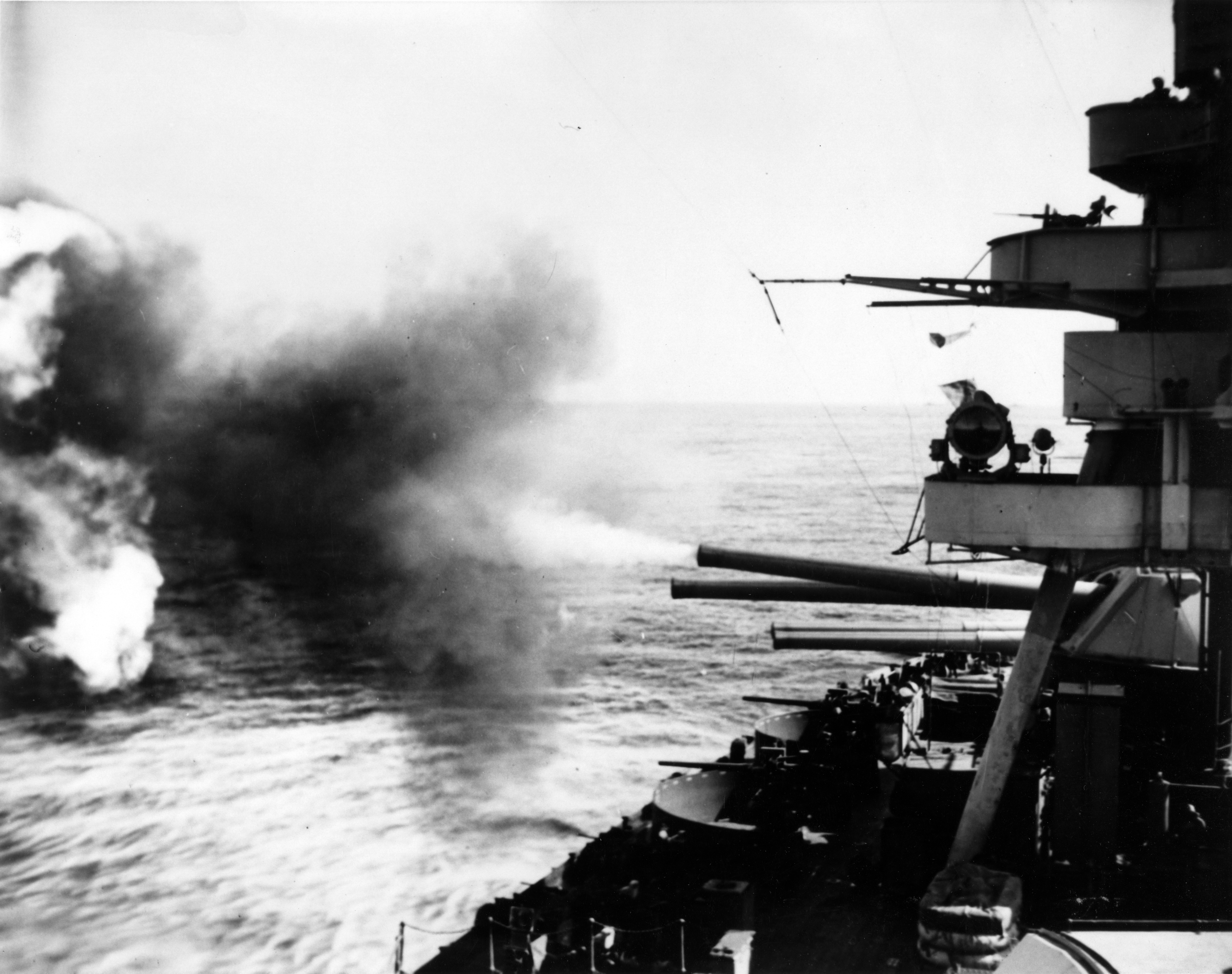
Fotografia de l'USS Nova York el 16 de febrer de 1945 bombardejant l'illa d'Iwo Jima, la preparació mitjançant bombardeig per part dels americans va durar 3 dies i va ser extremadament intensa.

Americans: Les forces dels Estats Units, sota el comandament del general de divisió Holland M. Smith, tenien pensat capturar l'illa en 4 dies. Van preparar la invasió de l'illa amb un fort bombardeig naval i aeri dia i nit de l'illa durant més de 72 hores. Va causar poques baixes entre els japonesos però el constant retruny dels explosius va fer baixar molt la moral als soldats i els va impedir descansar. El desembarcament seria en gran part amfibi amb els LVT, encara que també s'usarien bots "Higgins", amb una primera força de 71.000 homes seguits de 41.000 més que els servirien de suport. Es portaria una gran quantitat de tancs, altres vehicles i material que dotaria l'atac d'una gran potència de foc i que ajudaria a la infanteria. Els soldats de peu anirien ocupant la platja per tenir segurs els següents desembarcaments, fins a acumular una gran força que sortiria de cop i aixafaria la defensa japonesa. Dues divisions, compostes per 50.000 homes, aïllarien i capturarien el Suribachi mentre que un altre grup capturaria un aeròdrom. Un cop capturat el Suribachi la totalitat de les forces avançaria en columna netejant la resta de l'illa dels soldats japonesos. Es va batejar l'acció com Operació Aïllament. L'armament de què disposaven els americans, a part del suport naval i aeri, eren fusells semiautomàtics M1 Garand, pistoles i revòlvers, ganivets, pales, gran quantitat de tancs amfibis, canons lleugers, llençaflames, dinamita, granades en quantitat i molts altres tipus de material. Per a cada soldat americà desplegat, la indústria americana havia produït 3.600 kg d'equip.
Japonesos: En un principi la defensa de l'illa s'havia plantejat com a costera, amb trinxeres a la platja i fortificacions al centre de l'illa. En arribar el tinent general Tadamichi Kuribayashi, a qui s'havia assignat la defensa de l'illa la primavera de 1944, la defensa japones es va reconvertir. Kuribayashi, coneixedor de la potència de la indústria i les forces nord-americanes, a causa de l'assignació 16 anys abans com a diplomàtic militar a Washington, va canviar totalment els esquemes japonesos. Les fortificacions a la platja van ser traslladades a les zones muntanyoses i a la muntanya Suribachi, on la superioritat material dels EUA no podia arribar. 25 km de túnels de ciment van ser construïts com a laberint subterrani, interconnectats entre ells i amb bones perspectives sobre les platges i camins d'accés. L'únic armament que posseïen els japonesos eren fusells Arisaka, pistoles Nambu i algunes granades que sovint fallaven. Tenien poc armament pesant, constituït per metralladores Tipus 99, algun canó pesants, tancs espatllats i diversos tipus de morter. Així, per a un soldat japonès la indústria japonesa havia produït 1 kg d'equip tot i la gran diferència d'equip i constitució (el soldat japonès de mitjana era 0,2 metres més baix i pesava 20 kg menys aprox. que un de nord-americà) cada soldat japonès defensaria l'illa amb fanàtica devoció.

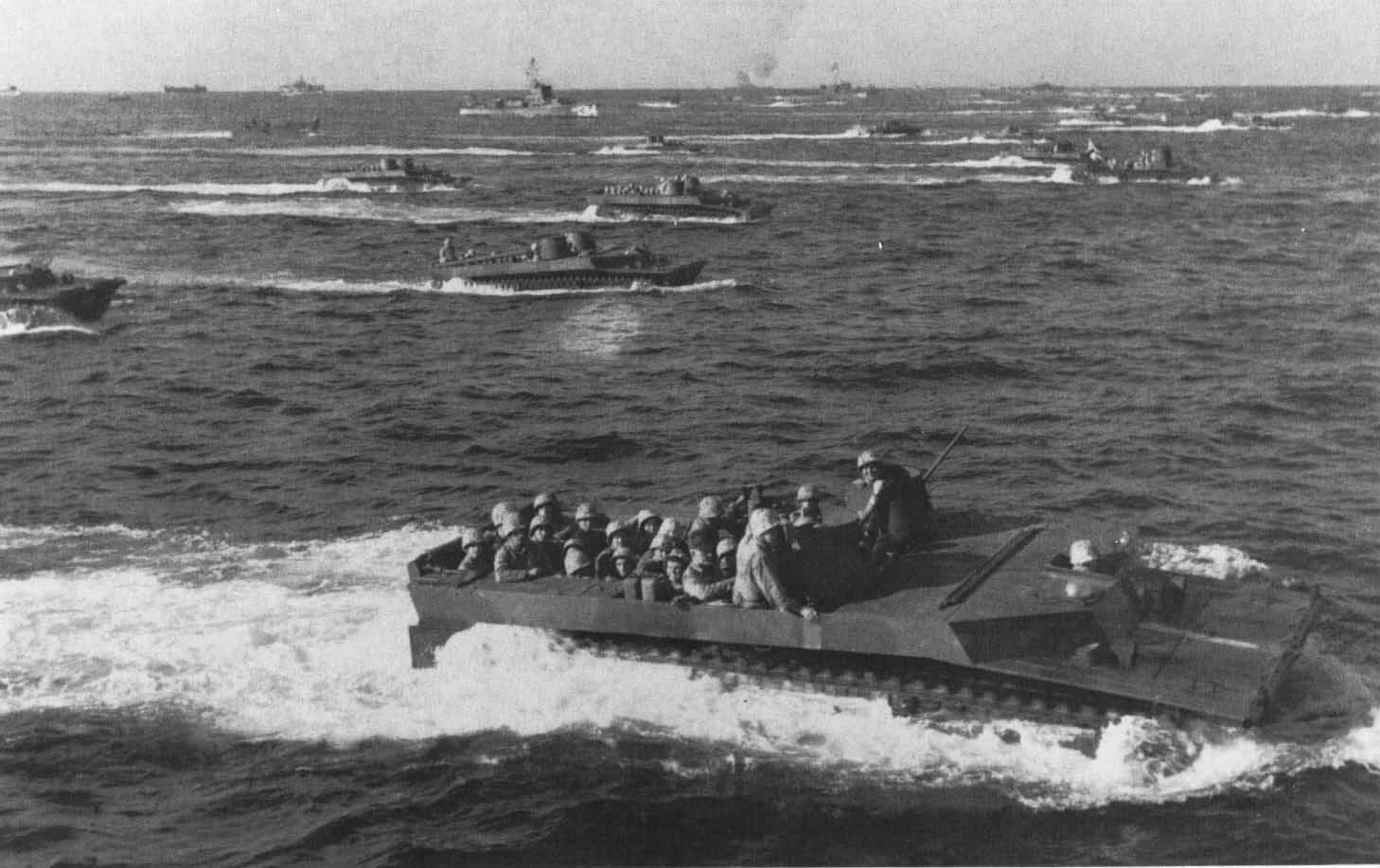
Imatge d'un LVT aproximant-se a Iwo Jima.

## El desenvolupament de la batalla
La batalla d'Iwo Jima va començar el 19 de febrer i va acabar el 26 de març de 1945. Va ser una de les més intenses de la guerra del pacífic i està dividida en els successius avenços nord-americans durant la captura de l'illa.

### El desembarcament i l'entrada a l'illa
Els nord-americans refiats van embarcar als bots al matí del 19 de febrer de 1945 i van dirigir-se cap a l'illa sense por, havent vist el bombardeig des de la seguretat dels seus vaixells pensaven que no podien quedar gaires japonesos vius i que els pocs que quedessin estarien destrossats i no oferirien lluita.
Els japonesos però, amb prou feines havien patit baixes i 21.000 soldats esperaven amagats en les profunditats de l'illa. Van restar pràcticament immòbils 1 hora fins que la platja va ser plena d'americans per començar el bombardeig. Sense foc de càstig durant l'entrada per mar, els tres primers grups nord-americans van creure que seria una batalla fàcil i així ho van comunicar als seus superiors. Però quan va començar la vertadera defensa l'efectivitat del bombardeig sobre els americans concentrats va ser molt més alta i va provocar moltes baixes i pèrdues materials.
En començar a avançar els americans es van adonar d'un dels perills més grans de l'illa, la molt sorrosa i cendrosa illa impedia avançar els vehicles i la infanteria s'encallava. Mentre els japonesos ben atrinxerats els disparaven sense parar. El primer dia els americans amb prou feines van poder avançar 900 metres a la zona més pròxima al Suribachi i 300 a la part més pròxima de l'aeròdrom, quedant així lluny dels objectius. Però de mica en mica, el bombardeig imparable dels americans per terra, mar i aire va començar a fer efecte al Suribachi, bloquejant o destruint les posicions i permetent així que la infanteria pogués avançar. En sortir de les sorroses platges, els americans van poder avançar millor i els llençaflames M2 americans no van tardar a actuar i van eliminar ràpidament els obstacles del centre. Així, les defenses del volcà que començaven a notar la potència americana no hi van poder fer res, van perdre la part central de l'illa, quedant dividides les forces japoneses en dos nuclis, el Suribachi i la zona muntanyosa.

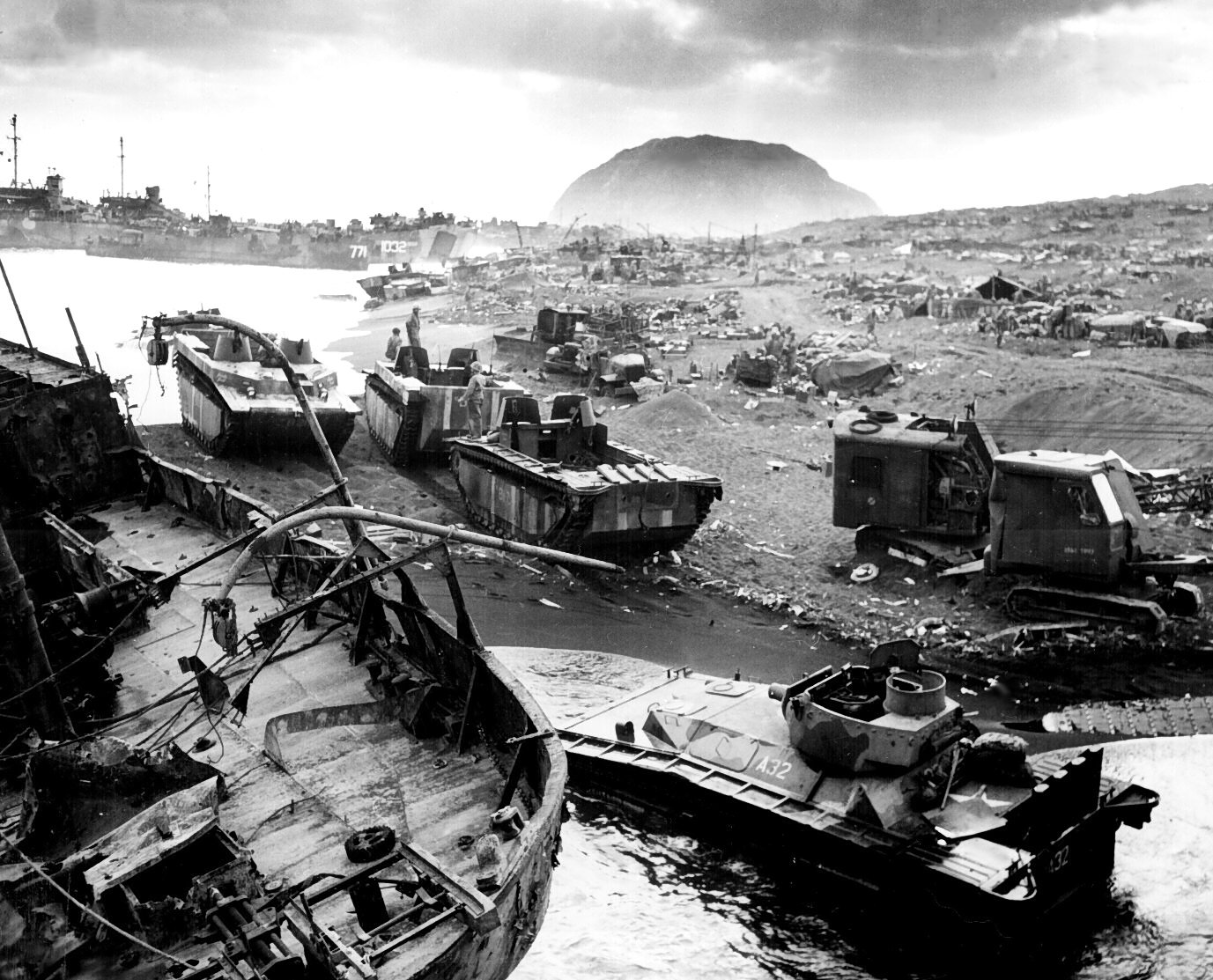
Fotografia d'una platja de desembarcament, on s'apilonen vehicles inutilitzats per la sorra i els projectils nipons. Il·lustra clarament la dificultat dels americans per lluitar a la sorrenca illa.

### La presa del Suribachi
Els americans finalment van començar a avançar pel centre de l'illa sota foc intens japonès i van arribar al peu del Suribachi. El 21 de febrer de 1945 els americans van llençar un fort atac, utilitzant morters, llença flames i tota classe d'artilleria, tot i així, van aconseguir pocs avenços. Dos dies després, amb més bon temps que els altres, un petit escamot de 40 americans van escalar ràpidament el volcà i van fer onejar la bandera dels EUA de Chandler Johnson sobre el Suribachi amb un tros de canaló, pràcticament sense haver de lluitar. Els soldats que hi havia a la platja, en veure això van saltar al combat amb moral renovada i van capturar el mont Suribachi. Posteriorment un altre grup de soldats, amb una bandera més gran, van canviar-la per la que hi havia fins aleshores a petició de Chandler Johnson que volia recuperar la seva bandera. Va ser mentre hissaven aquesta segona bandera quan es va fer la famosa fotografia de Joe Rosenthal.

### El control de l'illa

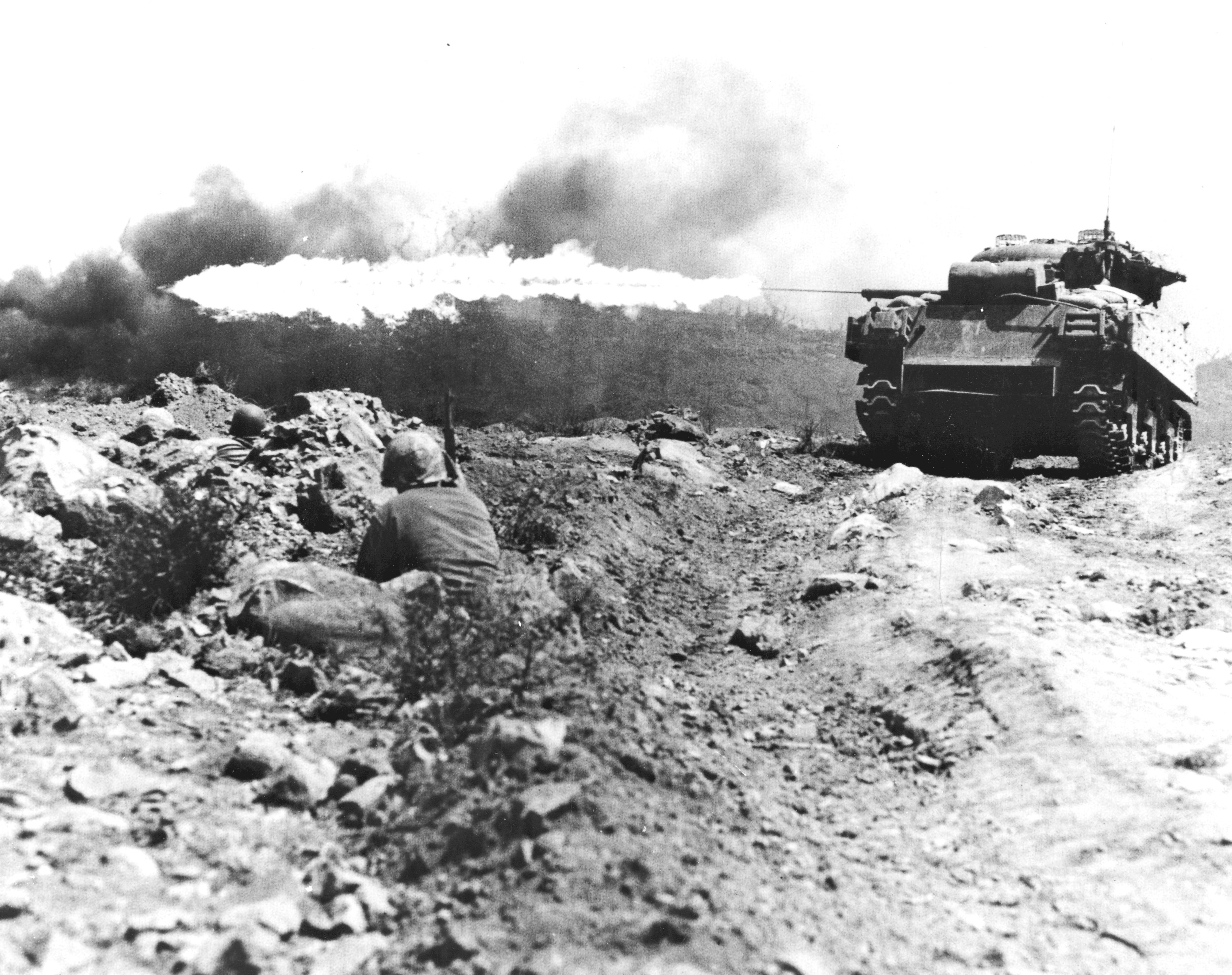
Fotografia d'un tanc llançaflames cremant les posicions japoneses, els llençaflames van ser molt útils durant la batalla d'Iwo Jima.

Havien passat quatre dies i els americans tenien tota la zona sud-oest de l'illa però encara els faltava més de la meitat de l'illa, la zona més muntanyosa, la que estava al costat del segon aeròdrom, el Motoyama nº2 (que restava encara sota domini imperial) i on els japonesos tenien millor posicionament i més mobilitat. El Motoyama núm. 1 estava ja assegurat i sent preparat pels batallons de marina per a operar al més aviat possible. Els nord-americans van començar l'avanç però els japonesos, que estaven molt fortament atrinxerats, causaven baixes a tal ritme que els soldats de reserva que tenien els americans, el 25 de febrer, van haver de sortir per suplir les baixes que hi havia al front.
Tres divisions estaven atacant els japonesos, la tercera divisió era l'encarregada de capturar el segon aeròdrom pel centre però els japonesos encara dominaven la línia de muntanyes que envoltava l'aeròdrom i massacraven als americans de la tercera divisió. Per a intentar donar suport es van enviar tancs M4 Sherman però a l'anar més lentament a causa de la sorra de l'illa, van ser un blanc fàcil per a l'artilleria anti-tanc japonesa i per a les mines que van eliminar-ne cinc just entrar en combat dels vuit que havien enviat inicialment. Així sense suport, la divisió es va veure obligada a avançar contra les defenses japoneses que estaven ben atrinxerades als seus reductes, però mentre atacaven, la mateixa artilleria nord-americana els va començar a bombardejar intentant destruir les posicions que ells també estaven atacant. Així els marines van haver de retirar-se sense haver guanyat ni un pam de terreny i havent patit nombroses baixes, tant per foc amic com per foc dels búnquers japonesos.
Pel nord, la cinquena divisió intentava prendre algunes de les muntanyes fortificades que tenien els japonesos però els 320 metres de túnels que havien construït al primer turó (turó 362 A) van ser un difícil enemic i va provocar moltes baixes. L'1 de març van prendre el 362 A, sense massa oposició, però va ser una estratègia prèviament planificada pels japonesos per fer-los caure a una trampa on serien disparats per tres bandes amb foc lleuger i artilleria.
Mentrestant, pel sud, la quarta divisió està sotmesa a un foc creuat provinent de búnquers que els massacra ràpidament sent l'àrea de combat més dura. El turó 382 i dos altres emplaçament plens de tiradors experts i artilleria, disposats al sud de l'illa, disparen als marines i la zona es guanya el malnom de La trituradora, per la quantitat de baixes. Per a avançar no queda altre remei que atacar les posicions una per una. Els japonesos tenien les fortificacions orientades de manera que es podien defensar mútuament, d'aquesta manera resultava molt complicat als americans avançar. El 3 de març els americans ja han patit 16.000 baixes, només tretze dies després de començada la invasió de l'illa per la seva banda 14.000 japonesos també han caigut en combat.

### Fi de la batalla
En aquest estat, els tres fronts van quedar paralitzats durant diversos dies durant les quals els americans i japonesos van mantenir una ferotge lluita on ningú podia avançar. En aquestes condicions els morters, per una banda i per l'altre, causaven terribles baixes i eren extremadament efectius. Els japonesos però, tenien pocs queviures, municions i aigua i cada vegada estaven més debilitats pel combat i el suïcidi o l'atac suïcida era comú. Finalment els americans van aconseguir avançar pel centre de l'illa, els defensors de l'aeròdrom Motoyama nº2 van deixar les seves posicions, i els nord-americans van capturar el turó que el protegia. Els pocs japonesos que quedaven van respondre amb una càrrega suïcida contra l'enemic, que va resultar poc efectiva. Així una de les principals línies defensives va ser derrotada, deixant un gran forat per a avançar als americans.
De mica en mica la resta dels fronts també van anar avançant cap a la punta Kitano, on el general Kuribayashi dirigia l'estratègia defensiva de l'illa. Cada vegada els japonesos eren menys agressius a causa del desgast físic per falta d'aliment i beguda, per falta de municions o per la baixa moral. El 14 de març de 1945 l'almirall Nimitz declara l'illa ocupada, amb un cost de més de 20000 soldats, però en realitat les minses defenses japoneses encara aguantaven com podien l'envestida nord-americana. I així, les disperses defenses japoneses, encara van aconseguir causar 6.000 baixes als americans, però finalment, la defensa japonesa va ser totalment derrotada.